# Edenryd
Edenryd är en bebyggelse i Bromölla kommun i Skåne län belägen i Ivetofta socken. Området avgränsades till en småort före 2015, och räknas därefter som en del av tätorten Valje.
Sångerskan Sanna Nielsen är från Edenryd.
Edenryds IF är en idrottsförening från Edenryd som ägnar sig åt fotboll. EIF har som högst spelat i division 4 säsongen 1992. 

## Befolkningsutveckling
| Befolkningsutvecklingen i Edenryd 1960–2010                                       | Befolkningsutvecklingen i Edenryd 1960–2010 | Befolkningsutvecklingen i Edenryd 1960–2010 | Befolkningsutvecklingen i Edenryd 1960–2010 | Befolkningsutvecklingen i Edenryd 1960–2010 |
| --------------------------------------------------------------------------------- | ------------------------------------------- | ------------------------------------------- | ------------------------------------------- | ------------------------------------------- |
|                                                                                   |                                             |                                             |                                             |                                             |
| År                                                                                |                                             |                                             | Folkmängd                                   | Areal (ha)                                  |
| 1960                                                                              | 1960                                        |                                             | 244                                         |                                             |
| 1990                                                                              | 1990                                        |                                             | 200                                         | 37                                          |
| 1995                                                                              | 1995                                        |                                             | 186                                         | 37#                                         |
| 2000                                                                              | 2000                                        |                                             | 189                                         | 38#                                         |
| 2005                                                                              | 2005                                        |                                             | 170                                         | 39#                                         |
| 2010                                                                              | 2010                                        |                                             | 175                                         | 39#                                         |
| Anm.: Ej tätort 1965. Åter tätort 1990. Sammanvuxen med Valje 2015. # Som småort. |                                             |                                             |                                             |                                             |